# Vladimír Solnař
Vladimír Solnař (21. srpna 1899 Zlonice – 8. března 1976 Praha) byl český právník, profesor trestního práva na Právnické fakultě University Karlovy.

## Život a dílo
Právnickou fakultu Univerzity Karlovy, na níž se zajímal především o semináře profesora Miřičky, absolvoval roku 1921 a vstoupil do trestní justice. Přes deset let působil v Praze jako státní zástupce i ve funkci soudce, zároveň ale absolvoval řadu zahraničních studijních cest po celé Evropě a věnoval se i teoretickým otázkám, už jeho první práce Z dějin českého zemského práva trestního (1921) byla zvláště oceněna. Roku 1926 se na základě studie Neurčité odsouzení, v níž opatrně zkritizoval italský institut odsouzení k trestu, jehož konečná výměra se určí až v průběhu výkonu, habilitoval v oboru trestního práva a trestního řízení. O sedm let později byl Vladimír Solnař po předložení práce Zločinnost v zemích českých v létech 1914–1922 s hlediska kriminální etiologie a reformy trestního práva jmenován mimořádným profesorem a věnoval se už převážně jen akademické činnosti. Hojně publikoval, především v časopisu Právník nebo Sborníku věd právních a státních, samostatně vyšla např. studie Pojišťovací podvod (1936) nebo Několik úvah o příčinném vztahu a adekvátnosti v trestním právu (1937). Účastnil se také aktivně mezinárodních konferencí o trestněprávních otázkách.
Jmenování řádným profesorem překazila německá okupace a uzavření českých vysokých škol, proto k tomu došlo až po osvobození v roce 1945. V tehdejší době se věnoval mj. trestněprávní ochraně socialistického vlastnictví, kromě toho pro potřeby výuky vydal učebnice Trestní právo hmotné, část obecná (1947) a Trestní právo hmotné, část zvláštní (1948). Už od založení Československé akademie věd v roce 1952 se stal jejím členem a byl aktivní jak v jejím předsednictvu, tak v řadě jejích komisí. Zároveň se opět se účastnil mnoha mezinárodních vědeckých sympozií a kongresů a v zahraničí také často publikoval. V šedesátých letech se podílel na přípravě a vydání učebnic reagujících na novou právní úpravu Československé trestní řízení a Československé trestní právo. Později ještě vydal obsáhlý přehled trestního práva hmotného Základy trestní odpovědnosti (1972). Ve svém díle se ale nikdy nezaměřoval jen na čistě právní instituty, do svých výkladů zahrnoval i poznatky kriminalistické nebo z oblasti kriminologie či penologie. Profesor Solnař je obecně uznáván za nejvýznamnějšího představitele československé trestněprávní vědy ve druhé polovině 20. století.